# Никея-Айос-Иоанис-Рендис
Ни́кея — А́йос-Иоа́нис-Ре́ндис (греч. Δήμος Νίκαιας - Άγιος Ιωάννης Ρέντης) — община (дим), пригород Пирея и часть городской агломерации Афин. Входит в периферийную единицу Пирей в периферии Аттика. Создана в 2010 году по программе Калликратиса при слиянии общин Никея и Айос-Иоанис-Рендис. Население — 105 430 человек по переписи 2011 года, площадь — 11,173 км², плотность населения — 9436,14 чел./км². Административный центр — Никея. Димархом является Йоргос Иоакимидис (Γιώργος Ιωακειμίδης), выбранный на выборах в ноябре 2010 года и переизбранный в 2014 году.

## Административное деление
Община (дим) Никея — Айос-Иоанис-Рендис делится на 2 общинные единицы.
| Общинная единица   | Общинное содружество | Населённый пункт   | Население (2011), человек | Площадь, км² |
| ------------------ | -------------------- | ------------------ | ------------------------- | ------------ |
| Айос-Иоанис-Рендис | Айос-Иоанис-Рендис   | Айос-Иоанис-Рендис | 16 050                    | 4,524        |
| Никея              | Никея                | Никея              | 89 380                    | 6,649        |

## Население
| Год  | Население, человек | Население, человек | Население, человек         |
| Год  | Айос-Иоанис-Рендис | Никея              | Никея — Айос-Иоанис-Рендис |
| ---- | ------------------ | ------------------ | -------------------------- |
| 1991 | 14 370             | 89 822             |                            |
| 2001 | 15 422             | 95 798             |                            |
| 2011 |                    |                    | ↘ 105 430                  |